# Список винахідників, убитих власним винаходом
Це список винахідників, смерть яких певним чином була спричинена або пов’язана з продуктом, процесом, процедурою чи іншою інновацією, яку вони винайшли або розробили.

## Підтверджені випадки

### Мистецтво
- Луїс Хіменес (1940–2006) був убитий під час створення Блакитного Мустанга, статуї синього коня, розташованої на території міжнародного аеропорту Денвера, коли її частина впала на нього й перерізала артерію в нозі.[1]

### Автомобілі
- Сильвестр Х. Ропер (1823–1896), винахідник однойменного парового велосипеда, помер від серцевого нападу або подальшої аварії під час публічних змагань на швидкість у 1896 році. Невідомо, чи аварія стала причиною серцевого нападу, чи серцевий напад став причиною аварії.[2]
- Вільям Нельсон (бл. 1879–1903), співробітник General Electric, винайшов новий спосіб моторизації велосипедів. Потім він випав зі свого прототипу велосипеда під час тестового заїзду.[3]
- Френсіс Едгар Стенлі (1849–1918) загинув за кермом автомобіля Stanley Steamer. Він в'їхав на своїй машині в стіс, намагаючись уникнути сільськогосподарських візків, які рухалися поруч по дорозі.[4]
- Фред Дюзенберг (1876–1932) загинув у ДТП на великій швидкості на автомобілі Duesenberg.[5]

### Авіація
- Ісмаїл ібн Хаммад аль-Джавхарі (помер бл. 1003–1010), казахсько-тюркський вчений із Отрара, намагався літати за допомогою двох дерев’яних крил і мотузки. Він стрибнув з даху мечеті в Нішапурі і впав насмерть.[6]
- Жан-Франсуа Пілатр де Розьє був першою відомою жертвою авіакатастрофи, коли його аеростат Розьєр розбився 15 червня 1785 року, коли він і П'єр Ромен намагалися перетнути Ла-Манш.
- Роберт Кокінг (1776–1837) помер, коли його саморобний парашут відмовив. Кокінг не врахував у своїх розрахунках вагу парашута.[7]
- Отто Лілієнталь (1848–1896) помер від травм, отриманих під час аварії свого дельтаплана.[8]
- Персі Пілчер (1867–1899) загинув після того, як розбився на планері, оскільки йому не вдалося продемонструвати свій двигун.
- Франц Рейхельт (1879–1912), кравець, упав насмерть з першої палуби Ейфелевої вежі під час випробування свого винаходу — парашута для плащів. Це була його перша спроба з парашутом; він сказав владі, що спочатку перевірить це за допомогою манекена.[9]
- Аурел Влайку (1882–1913) загинув, коли його власноруч сконструйований літак[10] Влайку II вийшов з ладу під час спроби перетнути Карпати.[11]
- Генрі Смолінскі (1933–1973) загинув під час випробувального польоту AVE Mizar, літаючого автомобіля на базі Ford Pinto та єдиного продукту компанії, яку він заснував.[12][13]
- Майкл Дейкр (1956–2009) загинув після аварії, яка сталася під час випробування його пристрою літаючого таксі.[14][15][16]

### Хімія
- Марія Склодовська-Кюрі (1867–1934), народжена як Марія Саломея Склодовська, була польською та натуралізованою французькою науковицею, фізиком і хіміком, яка провела новаторські дослідження радіоактивності. 4 липня 1934 року вона померла в санаторії Sancellemoz у Пассі, Верхня Савоя, від апластичної анемії, яка, ймовірно, виникла внаслідок тривалого впливу радіації, частина якої була від створених нею пристроїв.[17]
- Сабін Арнольд фон Сохокі[ru] (1883–1928) винайшов першу фосфоресцентну фарбу на основі радію, але зрештою помер від апластичної анемії в результаті впливу радіоактивного матеріалу.[18]
- Андрій Железняков (помер у 1993 році), радянський вчений, розробляв хімічну зброю в 1987 році, коли через несправність капота на нього потрапили сліди нервово-паралітичної речовини А-232. Він провів тижні в комі, місяці не міг ходити і роками страждав від погіршення здоров'я, перш ніж помер від наслідків через шість років після впливу речовини.[19]

### Промисловість
- Вільям Буллок (1813–1867) винайшов рулонний ротаційний друкарський верстат.[20][21] Через кілька років після його винаходу його нога була роздроблена під час встановлення нової машини у Філадельфії. Розчавлена стопа розвинула гангрену, і Баллок помер під час ампутації.[22]

### Судноплавство

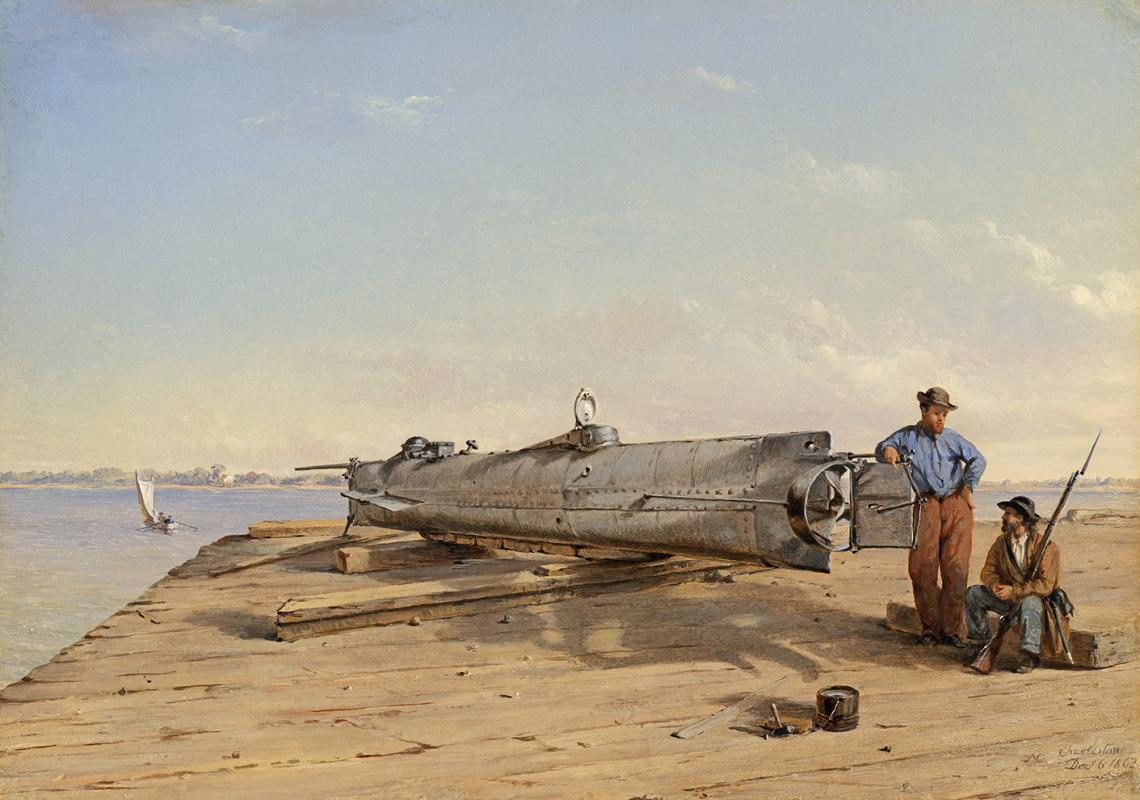
Підводний човен-торпедоносець HL Hunley, 6 грудня 1863 року, Конрад Вайз Чепмен (1864)

- Генрі Вінстенлі (1644–1703) побудував перший маяк на скелях Еддістоун у Девоні, Англія між 1696 і 1698 роками. Під час великого шторму 1703 року маяк був повністю зруйнований разом з Вінстенлі та п'ятьма іншими чоловіками всередині. Їх слідів не виявлено.[23]
- Джон Дей (прибл. 1740–1774), англійський столяр і колісний майстер, помер під час випробування своєї експериментальної водолазної камери.[24]
- Горас Лоусон Ганлі (1823–1863), винахідник з Конфедерації, потонув разом із сімома іншими членами екіпажу під час випробування свого винаходу, першого бойового підводного човна, який пізніше був названий H. L. Hunley.[25]
- Юліус Х. Кроль (1820–1867), німецько-американський винахідник і колишній контрактник ВМС Союзу, вважається, що помер від кесонної хвороби після експериментальних занурень із підводним морським дослідником, який він розробив і побудував разом зі своїм діловим партнером Аріелем Паттерсоном.[26]
- Каупер Фіпс Коулз (1819–1870) був капітаном Королівського флоту, який потонув разом із приблизно 480 іншими під час затоплення HMS Captain, щоглового корабля з баштою його власної конструкції.[27]
- Томас Ендрюс (1873–1912) — британський бізнесмен і суднобудівник. Він був виконавчим директором і керівником креслярського відділу суднобудівної компанії Harland and Wolff у Белфасті, Ірландія. Як військово-морський архітектор, відповідальний за плани «Титаніка», він подорожував на борту цього судна під час його першого плавання, коли корабель зіткнувся з айсбергом 14 квітня 1912 року. Він загинув разом із понад 1500 іншими, і його тіло так і не вдалося знайти.
- Стоктон Раш (1962–2023) був пілотом, інженером і бізнесменом, який керував проєктуванням і будівництвом підводного судна OceanGate Titan, призначеного для огляду туристами уламків Титаніка. 18 червня 2023 року апарат вибухнув під час занурення на Титанік, убивши Раша та чотирьох інших пасажирів.[28]

### Медицина
- Олександр Богданов (1873–1928) — російський і радянський лікар, філософ, письменник-фантаст і революціонер, який експериментував з переливанням крові, намагаючись досягти вічної молодості або принаймні часткового омолодження. Він помер після того, як взяв кров у студента, хворого на малярію та туберкульоз, у якого, можливо, була неправильна група крові.[29][30]
- Томас Міджлі-молодший (1889–1944) був американським інженером і хіміком, який заразився поліомієлітом у віці 51 року, що спричинило серйозну інвалідність. Він розробив складну систему мотузок і блоків, щоб допомогти іншим підняти його з ліжка. Він заплутався в мотузках і помер від удушення у віці 55 років. Однак він більш відомий двома іншими своїми винаходами: тетраетилсвинцем, добавкою до бензину та хлорфторвуглецями.[31][32][33]

### Реклама та розваги
- Карел Соучек (1947–1985) був чеським професійним каскадером, який проживав у Канаді і поглинаючу удари бочку. Він загинув після демонстрації зі скиданням бочки з даху Х'юстонського астродому. Він отримав смертельну травму, коли його бочка вдарилась об край резервуара для води, призначеного для пом’якшення його падіння.[34]

### Залізниця
- Анрі Туїль (помер у 1900 році), винахідник великого високошвидкісного парового локомотива Thuile, помер під час випробувального рейсу між Шартром і Орлеаном. Суперечливі відомості свідчать про те, що його або викинуло з локомотива, що зійшов з рейок, вдарившись об телеграфний стовп[35], або він просто надто сильно нахилився і був миттєво вбитий, вдарившись головою об шматок мостового риштування.[36]
- Валеріан Абаковський (1895–1921) сконструював «Аеровагон» — експериментальний високошвидкісний вагон, оснащений авіаційним двигуном і гвинтовою тягою, призначений для перевезення радянських чиновників. 24 липня 1921 року він зійшов з рейок на великій швидкості, убивши 6 із 22 осіб, які перебували на борту, у тому числі Абаковського.[37]

### Ракетобудування
- Макс Вальє (1895–1930) винайшов ракетні двигуни на рідкому паливі як член німецького ракетного товариства Verein für Raumschiffahrt у 1920-х роках. 17 травня 1930 року на його випробувальному стенді в Берліні вибухнув спиртовий двигун, миттєво вбивши винахідника.[38]
- Майк Хьюз (1956–2020) загинув, коли парашут не розкрився під час аварійної посадки під час пілотування своєї саморобної парової ракети.[39]

## Народні легенди та пов'язані з ними історії

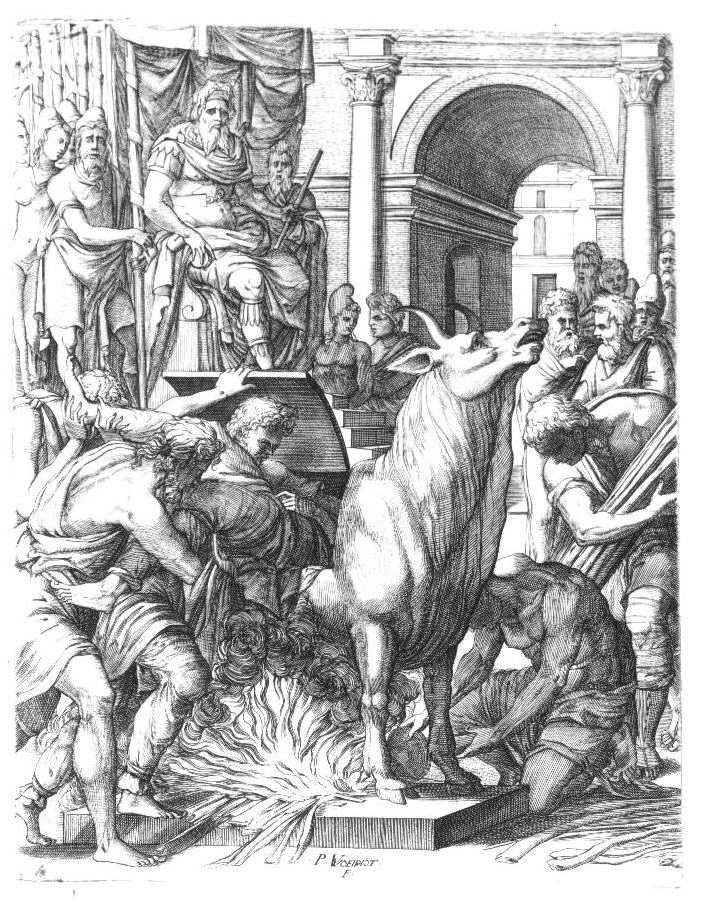
Періллоса штовхають у свого мідного бика

- Періллос з Афін (приблизно 550 р. до н. е.), згідно з легендою, був першим, кого засмажили у мідному бику, якого він зробив для Фаларіса з Сицилії для страти злочинців.[40][41]
- Лі Сі (208 р. до н. е.), прем’єр-міністр за часів династії Цінь, був страчений методом п’яти болів, який, як стверджують деякі джерела, він винайшов.[42][43][44]  Однак історія П’яти Болів простежується далі в часі, ніж Лі Сі.
- Кажуть, що Ван Ху, можливо апокрифічний[45] китайський чиновник 16-го століття, намагався вилетіти у відкритий космос у кріслі, до якого було прикріплено 47 ракет. Ракети вибухнули, і кажуть, що ні його, ні стільця більше ніхто не бачив.
- Жоао Торто, швидше за все апокрифічний португалець 16-го століття, який стрибнув з вершини собору Візеу, одягнувши літальний апарат, схожий на біплан, і шолом у формі орла.[46]
- Вважається, що Вільям Броді, «диякон Броді» Единбурга 18 століття, став першою жертвою нового типу шибениці, дизайнером і будівельником якого він був, але це сумнівно.[47]
- У «Пригодах Філіпа» Вільяма Мейкпіса Теккерея оповідач, Пенденніс, запитує: «Чи доброго доктора Гільйотина не було страчено завдяки його власному хитромудрому винаходу?» Насправді Жозеф-Ігнас Гільйотен не був ні винахідником гільйотини, ні страченим нею.
- Джимі Хеселден загинув під час їзди на скутері Segway. Хоча він володів компанією Segway Inc., він не винайшов Segway.[48]

## Подальше читання
- E. Cobham Brewer (1898). Inventors Punished by their own inventions. Dictionary of Phrase and Fable. Bartleby. с. 657—658.